# توم مكنمارا (لاعب كرة قدم أمريكية)
توم مكنمارا (بالإنجليزية: Tom McNamara)‏ هو لاعب كرة قدم أمريكية أمريكي، ولد في 31 أغسطس 1897 في ورسستر في الولايات المتحدة، وتوفي في 13 مارس 1966.

## وصلات خارجية
- توم مكنمارا على موقع مرجع كرة القدم المحترفة.كوم (الإنجليزية)